# رقص میرزایی
رقص میرزایییا رقص میرزه یی (به ترکی آذربایجانی: Mirzəyi) (به انگلیسی: Mirzayee) از جمله رقص‌های فولکلوریک و قدیمی اهالی آذربایجان است که منطقهای در آنرا نمی‌توان یافت که رقص میرزه یی محبوب قلبها نباشد و در عروسیها یا مراسم شادی اجرا نشود.
این رقص هم توسط مردان و هم توسط زنان اجرا می‌شود. حدودا در سالهای ۷۰-۱۸۶۰ توسط نوازنده نی اهل قره باغ آقای میرزه یی تصنیف شده‌است و آهنگساز نام خود را بر آن نهاده‌است.